# اكمة الجرعة (مذيخرة)
اكمة الجرعة

تعديل مصدري - تعديل

اكمة الجرعة محلة تابعة لقرية الدهادة، التابعة لعزلة بني علي بمديرية مذيخرة إحدى مديريات محافظة إب في الجمهورية اليمنية، بلغ تعداد سكانها 26 حسب تعداد اليمن لعام 2004.